# Max Vollert

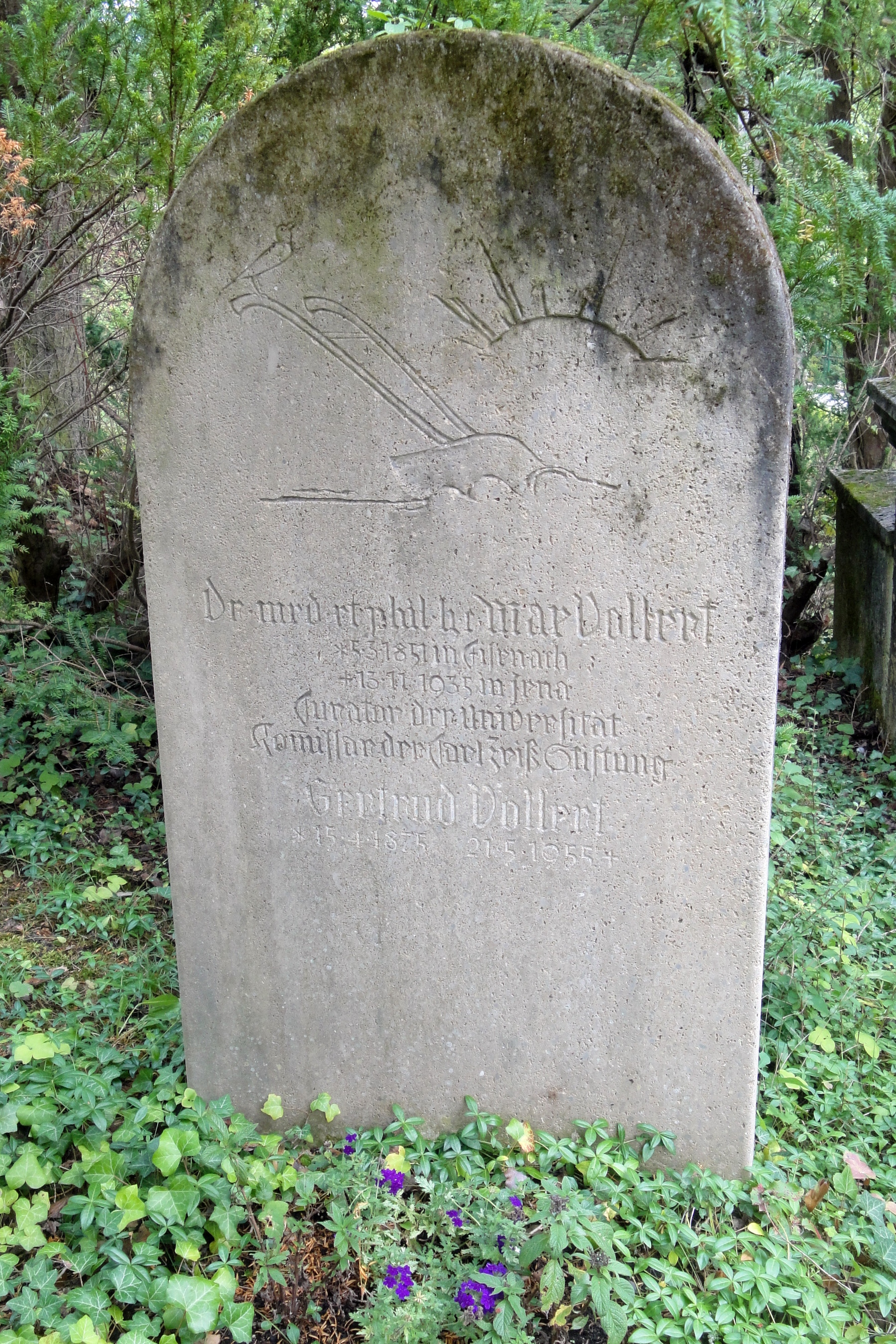
Grab von Max Vollert auf dem Nordfriedhof in Jena

Maximilian „Max“ Vollert (* 5. März 1851 in Eisenach; † 13. November 1935 in Jena) war ein deutscher Jurist, Autor und Kurator der Universität Jena.

## Leben
Vollert war ab 1879 Richter am Landgericht Eisenach; 1884 wurde er nach Weimar versetzt und kurz darauf zum Staatsanwalt ernannt. 1890 wurde er Vortragender Rat in der Kultusabteilung des Staatsministeriums. Von 1909 bis 1922 wirkte er als Kurator der Universität Jena. Daneben war er von 1896 bis 1912 Regierungskommissar bei der Carl-Zeiss-Stiftung. Er wurde 1927 zum Ehrenbürger der Universität Jena erhoben.
Vollert war ein Sohn des Weimarer Ministerialbeamten Hermann Vollert und seiner Ehefrau Agnes geb. Heerwart. Er verehelichte sich am 4. Oktober 1879 mit Marie „Mia“ geb. Böhlau (* 2. Juni 1859 in Weimar; † Mai 1938 in Jena), einer Schwester der Schriftstellerin Helene Böhlau, Tochter des Verlegers Hermann Böhlau und Enkelin des Ministerialbeamten Ottokar Thon; über dessen Vater Christian August Thon und den familiären Zusammenhang hat er publiziert.
Der Ehe entstammten vier Kinder:
- Hermann Friedrich Ottokar (* 12. Juni 1881 in Eisenach; † 13. Januar 1915) wurde Kunstverleger in London, starb im 1. Weltkrieg.[10][11]
- Martin (* 6. November 1882 in Eisenach; † 1980), im 1. Weltkrieg schwer verletzt, war 1924 bis 1958 Generaldirektor der Gothaer Feuerversicherungsbank a. G.[10]
- Konrad (* 8. Juli 1884 in Eisenach;[12] † 30. Oktober 1944 in Köln), promovierte[13] und wurde zunächst Verlagsbuchhändler in Berlin. Ab 1928 (spätestens) war er Prokurist bei der Gothaer Transportversicherungsbank AG in Köln; 1930 wurde er stellvertretendes und 1935 ordentliches Vorstandsmitglied. Bei der Umstrukturierung der Gesellschaft in die Gothaer Transport- und Rückversicherung AG 1940 wurde er zugleich Vorstandsmitglied der Gothaer Feuerversicherungsbank a. G.[14].[10]
- Ruth Agnes Therese (* 1. November 1896 in Weimar[15]), verehelichte sich mit Hans Knorr († 1930), Professor für Orthopädie in Heidelberg.[16]

## Schriften (Auswahl)
- Die Geschichte der Kuratel der Universität Jena. In: Zeitschrift des Vereins für Thüringische Geschichte und Altertumskunde Neue Folge. 23. Band, 1918, S. 1–54, und 24. Band, 1920, S. 1–53 und 175–226.
- Thon, Christian August, Eisenachscher Kanzler 1755–1829, und dessen Familie. In: Lebensläufe aus Franken. Hrsg. Anton Chroust. 2. Band, Würzburg 1922, S. 449–464.
- Die Geschichte der Verfassung der Universität Jena. In: Zeitschrift des Vereins für Thüringische Geschichte und Altertumskunde Neue Folge. 29. Band, 1931, S. 18–53.

## Nachweise
1. 1 2 3  Weimar, Heiraths-Hauptregister 1879, Eintrag Nr. 100. (Eingesehen bei Ancestry.com.)
2. ↑  Todesanzeige in Jenaische Zeitung vom 14. November 1935, S. 10; Porträtphoto und Nachruf ebenda, S. 3 und 4.
3. ↑  Staatshandbuch für das Großherzogthum Sachsen-Weimar-Eisenach 1880. Weimar 1880, S. 170; Staatshandbuch 1885, S. 154.
4. ↑  Vgl. Staatshandbuch 1896, S. 157.
5. ↑  Amtliches Verzeichnis 1909, S. 19; Vorlesungsverzeichnis 1922/23, S. 2.
6. ↑  Jenaische Zeitung vom 18. Juni 1927, S. 4, 1. Spalte, Akademische Preisverteilung, und Thüringische Landesuniversität Jena, Personalverzeichnis Winterhalbjahr 1927/28, S. 8.
7. ↑  Bericht von der Trauerfeier in Jenaische Zeitung vom 18. November, S. 4; Nachruf im Verein für Thüringische Geschichte und Altertumskunde in der Zeitschrift des Vereins, N. F. 32. Band, 1937, S. 597f.
8. ↑  Getauft am 28. Juni (Weimarer Zeitung vom 2. Juli 1859, S. 616).
9. ↑  Todesanzeige vom 24. Mai in Jenaische Zeitung vom 28. Mai 1938, S. 12.
10. 1 2 3  Die Söhne besuchten das Wilhelm-Ernstische Gymnasium in Weimar, vgl. Jahresbericht über das Wilhelm-Ernstische Gymnasium in Weimar von Ostern 1894 bis Ostern 1895. Weimar 1895, S. 39f.
11. ↑  Findagrave Ottokar Vollert; Calendar of the Grants of Probate and Letters of Administration made in the Probate Registries […] 1921, S. 158. (Eingesehen in Ancestry.com.)
12. ↑  Heiratsregister Standesamt Berlin-Wilmersdorf Band 1, Eintrag Nr. 146 vom 21. Februar 1922 (Ehe geschieden am 21. September 1936). (Eingesehen in Ancestry.com.)
13. ↑  Zur Geschichte der lateinischen Facetiensammlungen des XV. und XVI. Jahrhunderts. Berlin 1912.
14. ↑  Karl Hax: 50 Jahre Gothaer Transport- und Rückversicherung AG 1923–1973. [Köln 1974], S. 46, 53, 55f. und 58.
15. ↑  Weimar, Geburtsregister 1896, Eintrag Nr. 568. (Eingesehen in Ancestry.com.)
16. ↑  laut Heinz-Jürgen Thon: Geschichte der Familie Thon. 2006, ISBN 3-87707-677-7, S. 71.